# Namibijská kuchyně

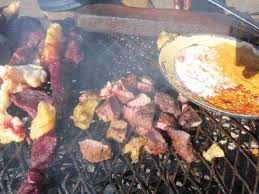
Hovězí kapana

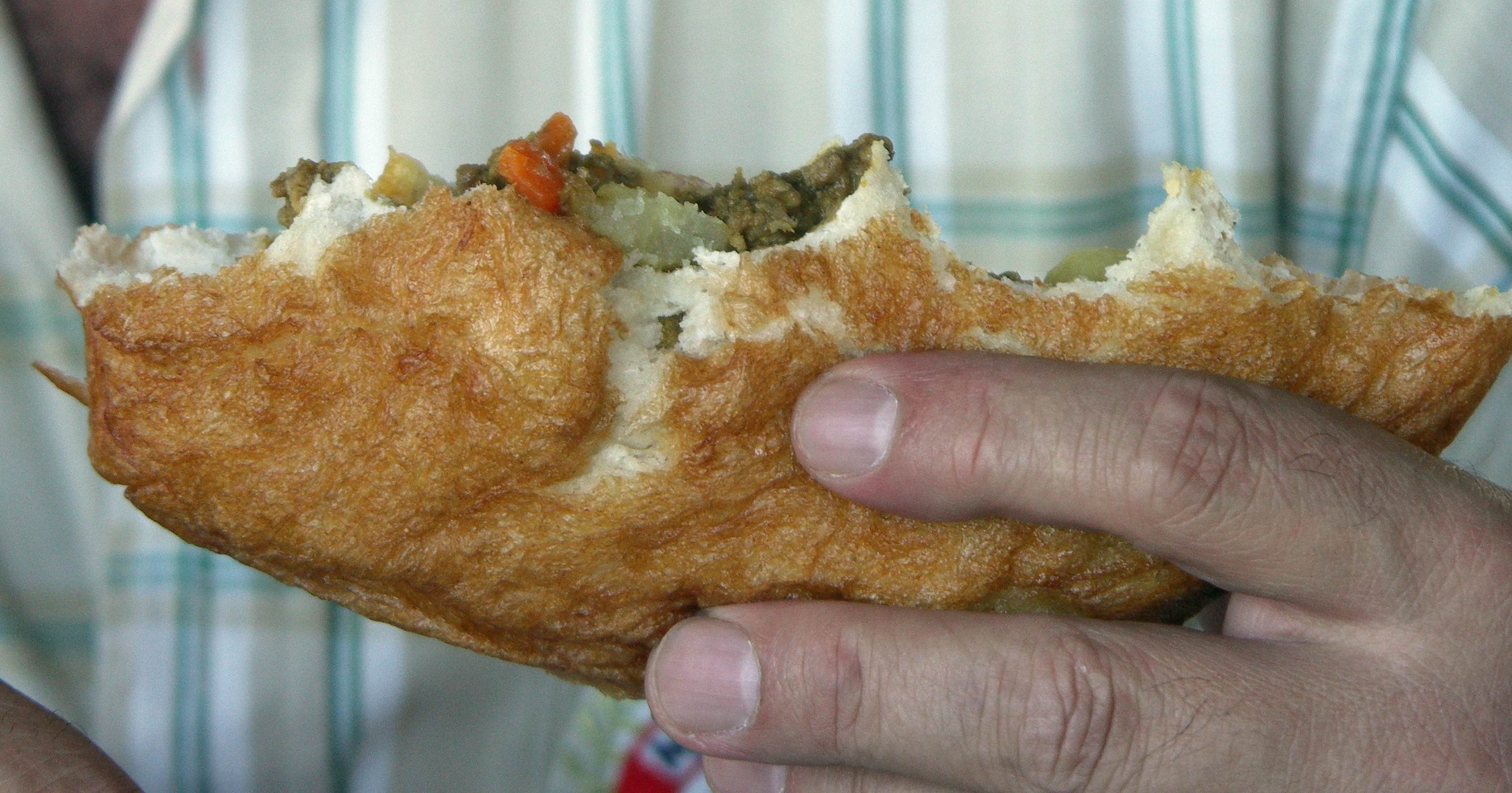
Vetkoek

Namibijská kuchyně vychází z tradic domorodých národů Namibie (Himbové, Hererové, Křováci), kteří sbírali ovoce, ořechy nebo lovili divou zvěř (například krokodýly), byla ale také ovlivněna kuchyní Jihoafrické republiky, dále i britskou nebo německou kuchyní.

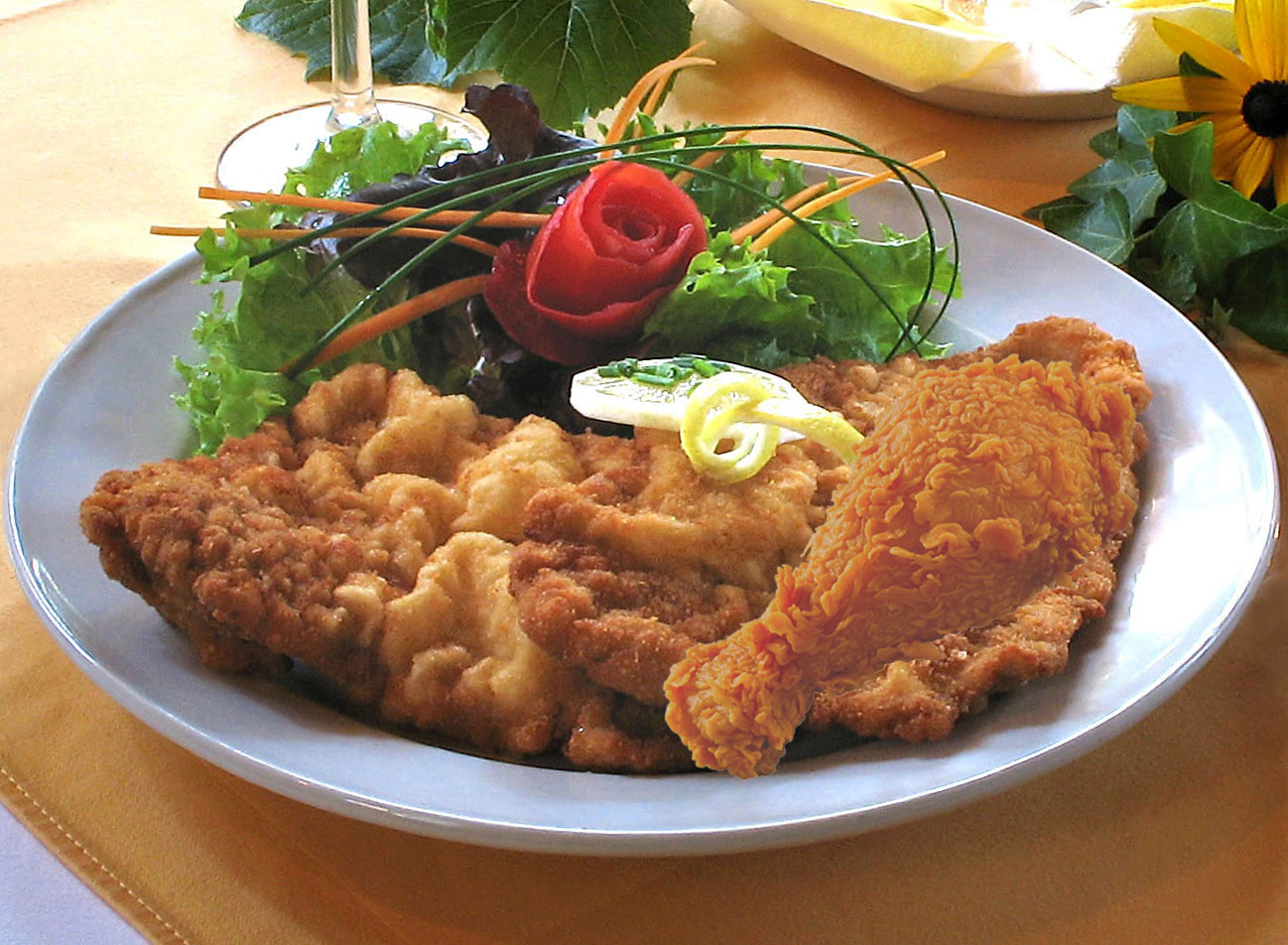
Vídeňský řízek

## Příklady namibijských pokrmů
- Vetkoek, sladké smažené pečivo plněné mletým masem, rozšířené také např. v Botswaně
- Různé pokrmy z německé kuchyně, jako například vídeňský řízek
- Populární je grilování (používá se gril zvaný braai)
- Chakalaka, jihoafrický pikantní pokrm ze směsi dušené zeleniny
- Kapana, maso pečené na otevřeném ohni[1]
- Lanýže Kalaharituber[2]

### Nápoje
V Namibii se vyrábí víno, populární je také pivo, které se sem dostalo díky německé kolonizaci (podle některých průzkumů má Namibie druhou největší spotřebu piva na obyvatele na světě, po Česku). Tradičním nápojem je oshikundu, fermentovaný nápoj z jáhel, který se vyskytuje jak v alkoholické tak i v nealkoholické podobě.